# ريموند برانجيه الرابع، كونت بروفنس
ريموند برانجيه الرابع، كونت بروفنس (1198 - 19 أغسطس 1245) كان كونت بروفانس وفوركالكير، هو ابن ألفونسو الثاني، كونت بروفانس ابن ألفونسو الثاني ملك أراغون.
كان أول كونت يعيش في المقاطعة بعد أكثر من مائة عام مضت.
تزوج من بياتريس من سافوا ابنة توماس، كونت سافوا؛ وأنجبت له ستة أطفال:-
- جنين ميت (ابن) (1220).
- مارغريت ملكة فرنسا (1295-1221) بزواجها من لويس التاسع.
- إليانور ملكة إنجلترا (1291-1223) بزواجها من هنري الثالث.
- جنين ميت (ابن) (1225).
- سانشيا ملكة الرومان (1261-1228) بزواجها ريتشارد.
- بياتريس ملكة صقلية ونابولي (1267-1231) بزواجها كارلو الأول.

ورثت بياتريس أملاك والدها.